# Main Island
Main Island (englisch für Hauptinsel) ist eine Insel in der Gruppe der Willis-Inseln vor dem westlichen Ende Südgeorgiens. Mit einer Länge von 2,7 km und einer Höhe von bis zu 550 m ist sie die größte Insel dieser Gruppe, was ihr auch ihren Namen verlieh.
Der britische Seefahrer James Cook entdeckte sie 1775. Wissenschaftler der britischen Discovery Investigations kartierten und benannten sie in der Zeit zwischen 1926 und 1930.